# Cedar City
Cedar City è un comune degli Stati Uniti d'America, nella contea di Iron nello Stato dello Utah. È situata nella parte meridionale dello Stato, ed è sede universitaria (Southern Utah University), nota per un festival shakespeariano, lo Utah Shakespearean Festival, e una manifestazione sportiva in stile olimpico aperta agli atleti dello Utah, gli Utah Summer Games.

## Geografia fisica
Cedar City si trova nella parte sudorientale della regione del Gran Bacino e circa 30 km dalle propaggini nordorientali del deserto del Mojave. È posta ad un'altitudine di 1780 m s.l.m. in una vallata desertica sul limite occidentale dell'altopiano di Markagunt. La strada interstatale 15 la collega verso sud a St. George (80 km) e Las Vegas (290 km), verso nord a Salt Lake City (400 km).
La temperatura media annua è 10,2 °C. La media di gennaio è 5,3 °C, mentre la temperatura media a luglio raggiunge 32,2 °C. In un anno cadono mediamente 1 cm di neve.

## Storia
La città fu fondata da John M. Macfarlane nel 1851 come sede di uno stabilimento metallurgico. I primi abitanti provenivano dalla vicina città di Parowan. Originariamente fu chiamata "Fort Cedar", per l'abbondanza di alberi nella zona (si tratta in realtà di ginepri). Nel 1855 l'insediamento fu spostato in un sito più vicino allo stabilimento e protetto dalle piene del torrente Coal Creek, dove sorge l'attuale Cedar City. Nel 1858 lo stabilimento metallurgico fu chiuso ma l'attività estrattiva nelle miniere di ferro continuò fino al 1980. Nel 1923 la città fu collegata alla rete ferroviaria permettendo lo sviluppo turistico per la vicinanza ad importanti parchi nazionali.